# Carletti di Cingia de' Botti

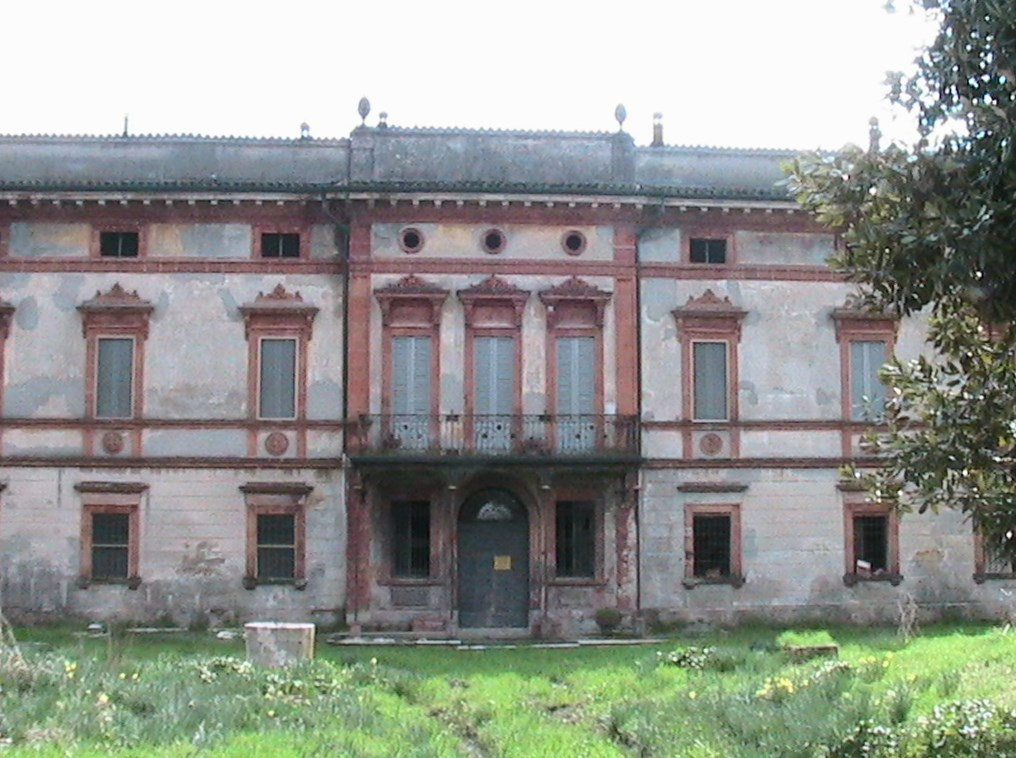
Cascinale di Pieve Gurata, casa padronale. Primo domicilio della famiglia Carletti nel territorio di Cingia de' Botti, anno 1753

I Carletti di Cingia de' Botti sono una casata popolana di origine cremonese che nel corso dei secoli XIX e XX ha dato i natali ad alcuni esponenti del mondo politico, militare, artistico e sportivo.
Il lignaggio si principiò nel 1753 quando il nucleo familiare di Giambattista Carletti, nato nel 1700 a Marzalengo, si trasferì a Pieve Gurata per governare i possedimenti agricoli appartenenti ai conti Tinti, ereditieri degli estinti marchesi Botti, antica casata decurionale per la quale i Carletti prestavano attività rurale da almeno due generazioni.
Da Gaetano, Francesco e Callisto, figli maschi di Giambattista, si originarono le diramazioni cardinali del casato. Gaetano fu padre di un ceppo di bottegai possidenti, condizione che indusse gli eredi al mantenimento di esercizi e residenze in Cingia per svariate generazioni. Francesco fu capostipite di un ramo di negozianti che dal 1830 visse una repentina ascesa sociale nel centro storico di Cremona. Da Callisto si derivò invece un nucleo di osti e albergatori possidenti in Cingia, i cui eredi si trasferirono a Desenzano del Garda dove si occuparono del commercio di caffè.

## Persone
Appartengono alla discendenza di Gaetano Carletti:
- Carlo Carletti (1836-1881): calzolaio, nel giugno 1859 si arruolò soldato intenzionale nei Cacciatori delle Alpi, una brigata di volontari adolescenti al servizio del Regno di Sardegna. Ordinato da Giuseppe Garibaldi partecipò alla campagna di liberazione della Lombardia settentrionale durante la Seconda guerra d'indipendenza italiana, combattendo l'Esercito imperiale austriaco[4].
- Annibale Carletti (1888-1972): presbitero, si arruolò soldato volontario durante la prima guerra mondiale; al termine delle ostilità fu decorato con la medaglia d'oro al valor militare per il comando dell’eroica resistenza di Passo Buole, sopravvenuto in luogo di ufficiali caduti. Delineatosi simbolo dei sacerdoti in grigio-verde (preti-soldato), nel primo dopoguerra caldeggiò i concetti di riformismo religioso propugnati dall'amico Primo Mazzolari finendo scomunicato dalla Chiesa istituzionale. Svestita la tonaca avversò il fascismo in nome degli ideali democratici. Il libro Lettere di una grande amicizia, narrante le vicende umane e sacerdotali di Annibale Carletti, fu scritto da Raffaele Carletti (1937), presbitero e scrittore, anch'egli membro della casata.
- Alicia Carletti (1946-2017): pittrice e litografa argentina, espose in numerose gallerie d'arte del Sud e Nord America, conseguendo premi e riconoscimenti a livello internazionale.
- Eduardo Carletti (1951): scrittore e editore fantascientifico argentino, fondatore del periodico elettronico Axxon (1989), fu pioniere delle prime pubblicazioni in formato digitale.
- Rafael Carletti detto Rafinha (1992): calciatore professionista brasiliano.

Appartengono alla discendenza di Francesco Carletti:
- Luigi Guglielmo Carletti (1844-1894): pizzicagnolo, ancora adolescente si arruolò soldato volontario nel Regio Esercito partecipando alla campagna militare del 1860/61, condotta da Giuseppe Garibaldi, che sancì la trasformazione del Regno di Sardegna in Regno d'Italia e incoronò Vittorio Emanuele II primo re.
- Ottorino Carletti (1873-1941): militare in carriera, prese parte a svariate operazioni belliche guadagnandosi la Medaglia d'Argento al Valor Militare in due distinte circostanze. Al termine della prima guerra mondiale fu rappresentante del governo italiano in Russia e in Jugoslavia. Adepto agli ideali fascisti ricoprì incarichi di prestigio a partire dal 1922 (Capo di Gabinetto di undici ministri, Consigliere di Stato di 1ª classe). Nel 1929 fu nominato Senatore del Regno d'Italia.

Appartiene alla discendenza di Callisto Carletti:
- Augusto Carletti (1827-1862): commerciante di caffè, durante i moti liberal-nazionali del 1848 si arruolò soldato intenzionale nella "Seconda colonna mobile volontari cremonesi" capitanata da Gaetano Tibaldi. Dopo essersi portato a Ponte Caffaro, a sostegno del generale Giacomo Durando, guerreggiò l'Esercito imperiale austriaco prendendo parte ad alcuni episodi della Prima guerra d'indipendenza italiana[5].

Nel 1843 questa discendenza si fuse con una diramazione collaterale dei conti Lechi per mezzo del matrimonio celebrato in Sant'Eufemia fra Costantino Carletti (fratello maggiore del descritto Augusto) e Ernesta Lechi.

## Luoghi intitolati
- a Cingia de' Botti, in località Mottaiola, durante la seconda metà dell'800 una fattoria, comprensiva di case coloniche, era denominata Cascina Carletti[7].
- a Cingia de' Botti, durante i primi anni '20 del 900, fu eretta Villa Carletti, il cui proprietario Annibale Carletti (1888-1972) è descritto nella sezione Persone[8].
- a Coronel Pringles una via e una sala presso la Casa della Cultura portano il nome di Fermo Carletti (1856-1933), emigrato da Cingia de' Botti nel 1868. Promotore dell'imprenditoria, ideatore e direttore della prima banda musicale locale[9] e fondatore della Società italiana di mutuo soccorso e beneficenza[10], fu tratteggiato tra i pionieri del primo sviluppo cittadino.
- a Fai della Paganella una via porta il nome di Ottorino Carletti (1873-1941), descritto nella sezione Persone.
- a Cremona, Cingia de' Botti, Motta Baluffi e Ala una via porta il nome di Annibale Carletti (1888-1972), descritto nella sezione Persone.
- a Xaxim una via porta il nome di Olirio Manoel Carletti (1919-1983), nipote di Emanuele Carletti (1860-1921), emigrato da Cingia de' Botti nel 1889. Promotore dell'imprenditoria fu tratteggiato tra i pionieri dello sviluppo cittadino[11].

## Albero genealogico
Il grafico è riepilogativo dei soli rami che conducono agli elementi descritti nella voce; l'albero genealogico integrale è depositato e fruibile presso l'Archivio di Stato di Cremona.
|                      |                      |                      |                      |                           |                           |                      |                      |                    |                     |                          |                             |                             |                        |                        |                      |                     |
|                      |                      |                      |                      |                           |                           |                      |                      |                    |                     | Giambattista (1700-1779) |                             |                             |                        |                        |                      |                     |
|                      |                      |                      |                      |                           |                           |                      |                      |                    |                     |                          |                             |                             |                        |                        |                      |                     |
|                      |                      |                      |                      |                           |                           |                      |                      |                    |                     |                          |                             |                             |                        |                        |                      |                     |
|                      |                      |                      |                      |                           |                           | Gaetano (1735-1796)  | Gaetano (1735-1796)  |                    |                     |                          | Francesco (1747-1807)       | Francesco (1747-1807)       |                        | Callisto (1752-1801)   | Callisto (1752-1801) |                     |
|                      |                      |                      |                      |                           |                           |                      |                      |                    |                     |                          |                             |                             |                        |                        |                      |                     |
|                      |                      |                      |                      |                           |                           |                      |                      |                    |                     |                          |                             |                             |                        |                        |                      |                     |
|                      |                      |                      |                      |                           |                           | Luigi (1762-1834)    | Luigi (1762-1834)    |                    |                     |                          | Giambattista (1771-1830)    | Giambattista (1771-1830)    |                        | Alfonso (1791-1859)    | Alfonso (1791-1859)  |                     |
|                      |                      |                      |                      |                           |                           |                      |                      |                    |                     |                          |                             |                             |                        |                        |                      |                     |
|                      |                      |                      |                      |                           |                           |                      |                      |                    |                     |                          |                             |                             |                        |                        |                      |                     |
|                      |                      |                      |                      | Andrea (1793-?)           | Andrea (1793-?)           |                      |                      |                    | Gaetano (1803-1879) | Gaetano (1803-1879)      | Alfonso (1796-1876)         | Alfonso (1796-1876)         | Costantino (1819-1854) | Costantino (1819-1854) | Augusto (1827-1862)  | Augusto (1827-1862) |
|                      |                      |                      |                      |                           |                           |                      |                      |                    |                     |                          |                             |                             |                        |                        |                      |                     |
|                      |                      |                      |                      |                           |                           |                      |                      |                    |                     |                          |                             |                             |                        |                        |                      |                     |
|                      | Domenico (1818-1878) | Domenico (1818-1878) |                      |                           | Luigi (1823-1894)         | Luigi (1823-1894)    | Carlo (1836-1881)    | Carlo (1836-1881)  | Luigi (1830-1885)   | Luigi (1830-1885)        | Luigi Guglielmo (1844-1894) | Luigi Guglielmo (1844-1894) |                        |                        |                      |                     |
|                      |                      |                      |                      |                           |                           |                      |                      |                    |                     |                          |                             |                             |                        |                        |                      |                     |
|                      |                      |                      |                      |                           |                           |                      |                      |                    |                     |                          |                             |                             |                        |                        |                      |                     |
| Luigi (1849-1928)    | Luigi (1849-1928)    | Eugenio (1860-1934)  | Eugenio (1860-1934)  | Emanuele (1860-1921)      | Emanuele (1860-1921)      | Aristide (1866-1936) | Aristide (1866-1936) |                    | Fermo (1856-1933)   | Fermo (1856-1933)        | Ottorino (1873-1941)        | Ottorino (1873-1941)        |                        |                        |                      |                     |
|                      |                      |                      |                      |                           |                           |                      |                      |                    |                     |                          |                             |                             |                        |                        |                      |                     |
|                      |                      |                      |                      |                           |                           |                      |                      |                    |                     |                          |                             |                             |                        |                        |                      |                     |
| Domingos (1895-1955) | Domingos (1895-1955) | Annibale (1888-1972) | Annibale (1888-1972) | Nestore (1893-1940)       | Nestore (1893-1940)       | Luigi (1901-1977)    | Luigi (1901-1977)    | Raul (1909-1991)   | Raul (1909-1991)    | Carlos (1914-1984)       | Carlos (1914-1984)          |                             |                        |                        |                      |                     |
|                      |                      |                      |                      |                           |                           |                      |                      |                    |                     |                          |                             |                             |                        |                        |                      |                     |
|                      |                      |                      |                      |                           |                           |                      |                      |                    |                     |                          |                             |                             |                        |                        |                      |                     |
| Luiz (1920-1975)     | Luiz (1920-1975)     |                      |                      | Olirio Manoel (1919-1983) | Olirio Manoel (1919-1983) | Raffaele (1937)      | Raffaele (1937)      | Alicia (1946-2017) | Alicia (1946-2017)  | Eduardo (1951)           | Eduardo (1951)              |                             |                        |                        |                      |                     |
|                      |                      |                      |                      |                           |                           |                      |                      |                    |                     |                          |                             |                             |                        |                        |                      |                     |
|                      |                      |                      |                      |                           |                           |                      |                      |                    |                     |                          |                             |                             |                        |                        |                      |                     |
| Paulo (1945)         |                      |                      |                      |                           |                           |                      |                      |                    |                     |                          |                             |                             |                        |                        |                      |                     |
|                      |                      |                      |                      |                           |                           |                      |                      |                    |                     |                          |                             |                             |                        |                        |                      |                     |
|                      |                      |                      |                      |                           |                           |                      |                      |                    |                     |                          |                             |                             |                        |                        |                      |                     |
| Miriam (1968)        |                      |                      |                      |                           |                           |                      |                      |                    |                     |                          |                             |                             |                        |                        |                      |                     |
|                      |                      |                      |                      |                           |                           |                      |                      |                    |                     |                          |                             |                             |                        |                        |                      |                     |
|                      |                      |                      |                      |                           |                           |                      |                      |                    |                     |                          |                             |                             |                        |                        |                      |                     |
| Rafael (1992)        |                      |                      |                      |                           |                           |                      |                      |                    |                     |                          |                             |                             |                        |                        |                      |                     |